# Miejska Górka (stacja kolejowa)
Miejska Górka – stacja kolejowa w Miejskiej Górce, w woj. wielkopolskim, w Polsce.